# Carabobo FC
Carabobo Fútbol Club, oftast enbart Carabobo FC eller Carabobo, är en fotbollsklubb från staden Valencia i Venezuela. Klubben grundades den 26 februari 1997 och började spela i den högsta divisionen, Primera División de Venezuela, redan samma år. Till och med mars 2014 hade klubben inte vunnit några nationella titlar, men däremot deltagit i Copa Sudamericana 2004, 2006 och 2007.